# Krásny kopec
Krásny kopec (1237 m) – szczyt w Wielkiej Fatrze na Słowacji. Znajduje się w grzbiecie, który poprzez przełęcz Malý Šturec (890 m) łączy Wielką Fatrę z Górami Kisuckimi. Grzbiet ten od Krásnego kopca biegnie do przełęczy Malý Šturec w kierunku południowo-południowo-zachodnim. Południowe stoki Krasnego kopca opadają do Zalámanej doliny (jedna z odnóg Doliny Harmaneckiej. W kierunku południowo-zachodnim Krasný kopec tworzy niski grzbiet oddzielający dolinę potoku Siroká od dolinki Mokrý Rakytov. Stoki północno-wschodnie opadają do Bystrickiej doliny.
Krásny kopec zbudowany jest ze skał wapiennych. Znajduje się w obrębie Parku Narodowego Wielka Fatra, ponadto na jego południowych stokach (w Zalamanej dolinie) utworzono rezerwat przyrody Krásno. Jest całkowicie porośnięty lasem.

## Turystyka
Południowymi i wschodnimi stokami Krásnego kopca prowadzi szlak turystyczny Cesta hrdinov SNP. Omija jego wierzchołek po wschodniej stronie.
  odcinek: Malý Šturec – Krásný kopec, rázcestie – Košarisko – Horský hotel Kráľova studňa. Odległość 10,3 km, suma podejść 585 m, suma zejść 200 m, czas przejścia 3 h, z powrotem 2:40 h